# Сидоров, Константин Ефимович
Константин Ефимович Сидоров (1862—1933) — офицер Российского императорского флота, арктический гидрограф, участник гидрографических исследований Балтийского моря и Мурманского побережья, Белого и Карского морей, полковник корпуса гидрографов. Действительный член Полярной комиссии Академии Наук СССР. Являлся организатором постройки первых гидрометеорологических радиостанций на побережье морей Северного Ледовитого океана. Его именем назван остров и коса в Карском море.

## Биография
Константин Ефимович Сидоров родился 21 мая (2 июня) 1862 года в Архангельске. В 1884 году поступил на штурманское отделение Технического училища Морского ведомства, которое окончил в 1887 году, произведён в офицерский чин и определён в Корпус флотских штурманов.
После окончания училища работал на съёмке Онежского озера, служил штурманом на военных судах, проводил гидрографические исследования Балтийского моря. С 1895 года был старшим штурманом на парусно-винтовом клипере (крейсер 2-го ранга) «Вестник», в 1896—1899 годах в той же должности на транспорте «Европа». В 1897 году принимал участие в первой всеобщей переписи населения Российской империи за что был награждён медалью «За труды по первой всеобщей переписи населения».
В 1900 году служил на пароходе «Днепр». С 1901 по 1903 годы был старшим штурманом на парусно-винтовой клипере (крейсере 2 ранга) «Пластун», в 1904 году — на пароходе «Копчик», в 1905 году — на канонерской лодке «Бурун». В 1906—1908 годах был командиром портового судна «Буря».
В 1908—1909 годах Сидоров был членом комиссии по обследованию финляндских шхер. С 9 (22) февраля 1909 года — начальник партии, занимавшейся съёмкой Мурманского побережья. 8 (21) февраля 1910 года был назначен командиром гидрографического судна «Пахтусов», на котором проводил съёмку в Карском море и вдоль Мурманского побережья.
В 1911 году произведён в полковники. С 6 (19) декабря 1911 года в чине. 4 (17) февраля 1913 года — зачислен в корпус гидрографов со званием гидрограф. В 1915—1917 годах был начальником гидрографической партии, работавшей в финляндских шхерах.
После Октябрьской революции 1917 года перешёл на службу в Главное гидрографическое управление в качестве помощника начальника картографического отдела. С 1918 по 1922 год был начальником Депо морских карт и книг Главного гидрографического управления, с 1923 года — Начальник Архива гидрографических материалов. Являлся начальником отдельных съёмочных и описных партий. Провёл съёмки ряда участков Мурманского берега, полуострова Рыбачий, проливов Югорский Шар и Карские Ворота, работал также и в самом Карском море. Являлся организатором постройки первых гидрометеорологических радиостанций на побережье морей Северного Ледовитого океана. Под его руководством были построены полярные станции на острове Вайгач, в проливе Югорский Шар, в селении Маре-Сале.
С 1926 года работал в Академии Наук СССР консультантом по гидрографии, картографии и мореплаванию на Севере. Являлся действительным членом Полярной комиссии Академии Наук СССР. Вёл составительскую картографическую работу, в частности, по карте Якутской АССР масштаба 1:2 000 000. Составил каталог астропунктов для вышеуказанной карты Якутии
Умер Константин Ефимович Сидоров 28 мая 1933 года в Ленинграде.

## Награды
За время службы в Российской империи был награждён орденами и медалями, среди них:
- орден Святого Станислава 3-й степени (6 декабря 1894),
- орден Святой Анны 3-й степени (1903)
- орден Святого Станислава 2-й степени (6 декабря 1908),
- орден Святой Анны 2-й степени (1912), мечи к ордену (23 мая 1916)
- орден Святого Владимира 4-й степени с бантом за 25 лет службы в офицерских чинах (22 сентября 1913),
- орден Святого Владимира 3-й степени (6 декабря 1914),
- серебряная медаль «В память царствования императора Александра III» (1896)
- тёмно-бронзовая медаль «За труды по первой всеобщей переписи населения» (1897)
- светло-бронзовая медаль «В память 300-летия царствования дома Романовых» (1913)
- светло-бронзовая медаль «В память 200-летия морского сражения при Гангуте» (1915).

## Память
Заслуги К. Е. Сидорова были увековечены названием его именем острова Сидорова, открытого 13 августа 1932 года экспедициями Всесоюзного Арктического института на ледоколе «Александр Сибиряков» и «Владимир Русанов» в районе Пясинского залива в Карском море и косы, рядом с одноимённым островом.
В 1936 году была опубликована фундаментальная работа К. Е. Сидорова по топографической изученности Советской Арктики, которая долгие годы являлась справочным материалом для полярников.